# Daniele Cavallanti
Daniele Cavallanti (* 6. Juni 1952 in Mailand) ist ein italienischer Jazz-Saxophonist.

## Leben und Wirken
Cavallanti hatte ab 14 Jahren klassischen Saxophon- und Klarinetten-Unterricht bei M. Ezio Zappatini. In den 1970er Jahren gehörte er der Gruppo Contemporaneo um Guido Mazzon und Gaetano Liguori an, spielte dann mit Patrizia Scascitelli, in der Band Aktuala und im eigenen Trio mit dem Bassisten Roberto Della Grotta und dem Schlagzeuger Filippo Monico. Er lebte 1979/80 in Amsterdam, wo er mit Wolter Wierbos und Petro Nikiruy spielte. 
Nach einem Studium der Harmonielehre und Arrangement bei Angiolo Tarocchi arbeitete er ab 1991 mit einem eigenen Quartett, 1993 mit Dewey Redman. Er spielte im Laufe seiner Karriere u. a. mit internationalen Musikern wie Mark Dresser, Herb Robertson, Roswell Rudd, Cecil Taylor, Glenn Ferris, Nels Cline, Raphael Garrett, Jean-Jacques Avenel, Oliver Johnson, Willem Breuker, Evan Parker, Paul Lytton, Elliott Sharp, Jerry Granelli, Keith Tippett sowie in den Formationen Aktula mit Walter Maioli, Muzik Circus, Democratic Milan Orchestra, New Forties Big Band, Nexus, Jazz Chromatic Ensemble und im Italian Instabile Orchestra. 2010 wirkte er in dem Dokumentarfilm Il suono instabile della libertà mit.

## Diskographische Hinweise
- The Leo (Red Record, 1987), mit Jean-Jacques Avenel, Oliver Johnson, Roberto Ottaviano, Paolino Dalla Porta, Tiziano Tononi
- Times For Peace (Splasc(h), 1994), mit Dewey Redman, Piero Leveratto, Stefano Battaglia, Tiziano Tononi
- Daniele Cavallanti / Tiziano Tononi – Udu Calls (Splasc(h), 1996)
- Holystone (Splasc(h), 2001), mit Giovanni Maier, U. T. Gandhi, Luca Calabrese
- Daniele Cavallanti Electric Unit with Nels Cline – Smoke Inside (Long Song Records, 2006)
- Tiziano Tononi & Daniele Cavallanti – Spirits Up Above (Splasc(h), 2006)
- Daniele Cavallanti & Tiziano Tononi – Rings of Fire (Long Song Records, 2008)